# Ponik (dopływ Nysy Kłodzkiej)
Ponik (niem. Verlorenwasser) – potok w południowo-zachodniej Polsce, na terenie województw dolnośląskiego, lewobrzeżny dopływ  Nysy Kłodzkiej.
Ponik wypływa na obszarze Sowiny, dawnej kolonii Ponikwy na wschodnim zboczu Jagodnej w Górach Bystrzyckich oraz z drugiego  potoku źródlanego poniżej Autostrady Sudeckiej. Cieki łączą się we wsi Ponikwa koło kościoła pw. św. Józefa. Potok uchodzi do Nysy Kłodzkiej w Długopolu-Zdroju.